# Milan Mišovič
Milan Mišovič (26. července 1942 – 26. července 2024) byl český vysokoškolský profesor, matematik, informatik a programátor.
Vystudoval v roce 1967 PřF UJEP Brno a posléze získal i doktorát v oboru Přibližné a numerické metody. Docenturu i profesuru získal na Vojenské akademii v Brně, od roku 2003 vyučoval na Provozně ekonomické fakultě Mendelovy univerzity v Brně.